# Saint-Laurent-sur-Othain
Saint-Laurent-sur-Othain és un municipi francès situat al departament del Mosa i a la regió del Gran Est. L'any 2007 tenia 479 habitants.

## Demografia

### Població
El 2007 la població de fet de Saint-Laurent-sur-Othain era de 479 persones. Hi havia 167 famílies, de les quals 30 eren unipersonals (13 homes vivint sols i 17 dones vivint soles), 43 parelles sense fills, 77 parelles amb fills i 17 famílies monoparentals amb fills.
La població ha evolucionat segons el següent gràfic:
Habitants censats

### Habitatges
El 2007 hi havia 193 habitatges, 168 eren l'habitatge principal de la família, 13 eren segones residències i 13 estaven desocupats. 189 eren cases i 2 eren apartaments. Dels 168 habitatges principals, 156 estaven ocupats pels seus propietaris, 11 estaven llogats i ocupats pels llogaters i 1 estava cedit a títol gratuït; 1 tenia dues cambres, 10 en tenien tres, 40 en tenien quatre i 117 en tenien cinc o més. 128 habitatges disposaven pel capbaix d'una plaça de pàrquing. A 69 habitatges hi havia un automòbil i a 80 n'hi havia dos o més.

### Piràmide de població
La piràmide de població per edats i sexe el 2009 era:
| Homes | Edats   | Dones |
| ----- | ------- | ----- |
| 0     | 95 o +  | 0     |
| 0     | 90 a 94 | 4     |
| 0     | 85 a 89 | 0     |
| 0     | 80 a 84 | 0     |
| 0     | 75 a 79 | 4     |
| 16    | 70 a 74 | 20    |
| 8     | 65 a 69 | 20    |
| 8     | 60 a 64 | 0     |
| 4     | 55 a 59 | 8     |
| 12    | 50 a 54 | 12    |
| 16    | 45 a 49 | 20    |
| 12    | 40 a 44 | 4     |
| 28    | 35 a 39 | 16    |
| 8     | 30 a 34 | 4     |
| 32    | 25 a 29 | 16    |
| 4     | 20 a 24 | 12    |
| 4     | 15 a 19 | 8     |
| 12    | 10 a 14 | 32    |
| 0     | 5 a 9   | 8     |
| 12    | 0 a 4   | 8     |

## Economia
El 2007 la població en edat de treballar era de 290 persones, 202 eren actives i 88 eren inactives. De les 202 persones actives 179 estaven ocupades (116 homes i 63 dones) i 24 estaven aturades (9 homes i 15 dones). De les 88 persones inactives 20 estaven jubilades, 22 estaven estudiant i 46 estaven classificades com a «altres inactius».

### Ingressos
El 2009 a Saint-Laurent-sur-Othain hi havia 171 unitats fiscals que integraven 483 persones, la mediana anual d'ingressos fiscals per persona era de 16.305 €.

### Activitats econòmiques
Dels 5 establiments que hi havia el 2007, 1 era d'una empresa alimentària, 1 d'una empresa de construcció, 1 d'una empresa d'hostatgeria i restauració i 2 d'empreses de serveis.
L'únic servei als particulars que hi havia el 2009 era un paleta.
L'únic establiment comercial que hi havia el 2009 era una fleca.
L'any 2000 a Saint-Laurent-sur-Othain hi havia 14 explotacions agrícoles que ocupaven un total de 912 hectàrees.

## Equipaments sanitaris i escolars
El 2009 hi havia una escola maternal integrada dins d'un grup escolar amb les comunes properes formant una escola dispersa.

## Poblacions més properes
El següent diagrama mostra les poblacions més properes.